# نیوزیلند
نیوزیلند (به انگلیسی: New Zealand) یا زیلاند نو، با نام رسمی قلمرو همسود نیوزیلند (به انگلیسی: Commonwealth of New Zealand) و نام بومیِ رسمی آئوتئاروا (به مائوری: Aotearoa) کشوری در جنوب غربی اقیانوس آرام است، این کشور از دو جزیره بزرگ و بیش از ۶۰۰ جزیره کوچک تر تشکیل شده و مناطق خودمختار نیووی، جزایر کوک، توکلائو و راس را هم در بر می‌گیرد.
نیوزیلند فاصله زیادی با دیگر خشکی‌های کره زمین دارد، به‌طوری‌که استرالیا نزدیکترین همسایه این سرزمین در دو هزار کیلومتری آن قرار دارد (در نزدیک‌ترین فاصله ۶۱۷ کیلومتر)، دریای میان این دو کشور به دریای تاسمان معروف است. نزدیکترین همسایگان این کشور از شمال جزایر تونگا، فیجی، نیوکالدونیا هستند.
نیوزیلند بیش از ۸۰ میلیون سال از خشکی‌های دیگر زمین جدا بوده است و این موجب شده تا مجموعه منحصربه‌فردی از جانوران و گیاهان را در خود جای دهد. نیوزیلند یکی از آخرین سرزمین‌هایی است که انسان پا به آن گذاشت. پولینزی‌ها در حدود سال‌های ۱۲۵۰ تا ۱۳۰۰ میلادی نخستین انسان‌هایی بودند که وارد جزایر نیوزیلند شدند و فرهنگ مائوری را شکل دادند. آبل تاسمان دریانورد هلندی نخستین اروپایی بود که در سال ۱۶۴۲ وارد نیوزیلند شد. در سال ۱۸۴۰ بزرگان مائوری در قراردادی با پادشاهی بریتانیا این سرزمین را مستعمره بریتانیا اعلام کردند.
بر اساس سرشماری سال ۲۰۱۳ حدود ۷۴ درصد از جمعیت چهار و نیم میلیون نفری نیوزیلند اروپایی‌تبار هستند و مائوری‌ها با ۱۵ درصد بزرگ‌ترین اقلیت قومی را شکل می‌دهند. آسیایی‌ها نزدیک به ۱۲ درصد و ساکنان جزایر اقیانوسیه بیش از ۷ درصد جمعیت این کشور را شامل می‌شوند. فرهنگ نیوزیلند آمیزه‌ای از فرهنگ مائوری و نخستین مهاجران بریتانیا است که با ورود بیشتر مهاجران از نقاط دیگر دنیا متنوع‌تر شده است. مائوری و زبان اشاره نیوزیلندی زبانهای رسمی این کشور هستند و انگلیسی زبان رایج کشور محسوب می‌شود.
نیوزیلند در زمره کشورهای توسعه‌یافته و متمول قرار داشته و در سال ۲۰۱۳ هفتمین کشور دنیا از نظر شاخص توسعه انسانی بوده است. اما اقتصاد آن بسیار متکی به صادرات محصولات کشاورزی و دامپروری است.
رئیس حکومت نیوزیلند، پادشاه چارلز سوم است، فرماندار کل که با پیشنهاد پارلمان نیوزیلند انتخاب می‌شود، مسئولیت امضای قوانین را برعهده دارد، هرچند قدرت او و پادشاه کاملاً تشریفاتی است و پارلمان که در انتخابات عمومی برگزیده می‌شود تنها مرجع قانون‌گذاری در کشور است و نخست‌وزیر را که در رأس قوه مجریه قرار می‌گیرد انتخاب می‌کند.

## تاریخ
نخستین ساکنان نیوزیلند اقوام پولینزی ساکن جزایر اقیانوس آرام بودند که در حدود قرن هشتم تا سیزدهم میلادی به این سرزمین رسیدند. پولینزی‌های نیوزیلند ملت و تمدن متمایزی را به نام مائوری تشکیل دادند و برخی از آن‌ها با سفر به جزایر چاتهام تمدنی را در آن جزایر بنیان نهادند.
در ۱۶۴۹ آبل جانسون تاسمان دریانورد هلندی اولین اروپایی بود که در سواحل نیوزیلند فرود آمد. کشته‌ شدن چند تن از ملوانان کشتی جانسون توسط مائوری‌ها موجب شد که اروپایی‌ها علاقه‌ای به ارتباط دوباره با این جزیره نداشته باشند.
یکصد و بیست سال پس از سفر ناخدا تاسمان، در سال ۱۷۶۹ جیمز کوک ناخدای بریتانیایی در حین سفرهای دریایی خود در اقیانوس آرام به نیوزیلند رفت و نقشه دقیقی از این جزیره کشید. ارتباط اروپایی‌ها و مائوری‌ها پس از سفر جیمز کوک ادامه‌ یافت، بسیاری از کشتی‌های ماهیگیری و تجاری اروپایی و آمریکایی به این سرزمین رفته و در ازای فروش کالاهای خود به‌ویژه مصنوعات فلزی و اسلحه جات مایحتاج ضروری خود مانند آب آشامیدنی، پوست، آثار هنری، مواد غذایی را از آن‌ها دریافت می‌کردند.
مهاجرت به نیوزیلند از قرن نوزدهم آغاز شد. اولین مهاجران عمدتاً گروه‌های مذهبی از جمله انگلیکنها، کاتولیکها، پرسبی‌ترینها، متدیستها و باپتیستها بودند که از انگلستان و اسکاتلند می‌آمدند. در سال ۱۸۴۰ قرارداد وایتانگی میان دولت بریتانیا و مائوریها این کشور را را تحت‌الحمایه بریتانیا و بخشی از این امپراتوری ساخت. در سال ۱۸۵۶ اولین دولت خودمختار در این کشور پا گرفت و در ۱۸۷۶ دولت مرکزی سراسر خاک جزیره را تحت تسلط خود درآورد.
نیوزیلند در سال ۱۹۰۷ استقلال خود را از بریتانیای کبیر کسب کرد. نیوزیلند پس از آن عضو اتحادیه کشورهای مشترک‌المنافع شد و سمت تشریفاتی ریاست حکومت را نیز همچنان در اختیار پادشاه بریتانیا گذاشت. جانشین پادشاه در نیوزیلند فرماندار کل است که به توصیه نخست‌وزیر انتخاب می‌شود. این کشور در جنگ جهانی اول به عنوان حامی بریتانیا جنگید و «ارتش مشترک نیوزلند واسترالیا» یا به اختصار آنزاک در نبرد گالیپولی در ترکیه امروزی شرکت کرد. در مجموع بیش از هجده هزار نیوزیلندی در خلال جنگ جهانی اول کشته شدند. نیوزیلند در جنگ جهانی دوم هم جزء متفقین بود و با بازشدن پای آمریکایی‌ها به منطقه جزء هم‌پیمانان سیاسی و اقتصادی آمریکا درآمد و تا حدی به آمریکا نزدیک شد که ناخواسته درگیر جنگ ویتنام شد و همین امر اثرات عمیقی بر حیات سیاسی نیوزیلند گذاشت. امروزه نیوزیلند نه فقط با بریتانیا و آمریکا بلکه با استرالیا، چین و ژاپن نیز روابط نزدیک و مناسبات اقتصادی گسترده‌ای دارد.

## جغرافیا

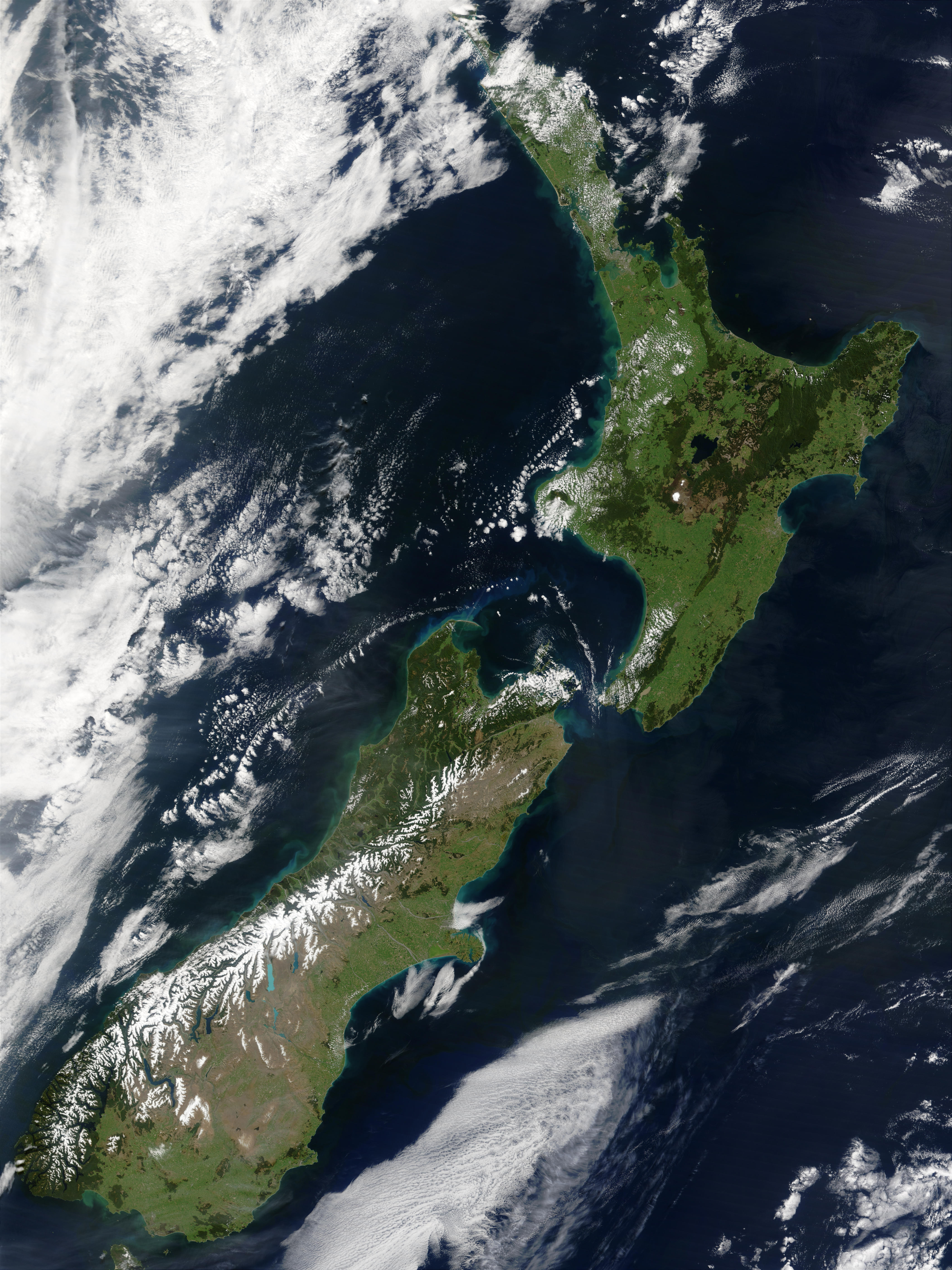
تصویر ماهواره‌ای از نیوزیلند

نیوزیلند یا به زبان مائوری آئوتئاروا (به معنی سرزمین ابرهای کشیده) کشوری است در اقیانوسیه واقع در آب‌های جنوب غربی اقیانوس آرام و جنوب خاوری استرالیا. این کشور از دو جزیره اصلی شمالی و جنوبی و چند جزیره کوچک دیگر تشکیل شده است. زلاند نو کشوری است نسبتاً کوهستانی که جزیره شمالی آن دارای منشأ آتشفشانی است و آبفشان‌های آن هنوز از فعالیت‌های آذرین حکایت می‌کنند. سرتاسر جزیره جنوبی را رشته کوه‌های آلپ جنوبی که ارتفاع قلل آن بالاتر از سه هزار متر است دربر گرفته و آب و هوای آن معتدل مایل به سرد و مرطوب و بارانی است و رو به جنوب از دمای آن کاسته شده و به سردی می‌گرود. جنگل‌های بارانی آن توسط مهاجران اولیه پاکسازی شده و به کشتزارهای وسیع و چراگاه‌های پهناور تبدیل شده است.
بلندترین نقطه نیوزیلند قله کوک به ارتفاع ۳۷۶۴ متر است و عمده‌ترین رودخانه آن رودخانه وایکاتو است که درازای آن ۴۲۰ کیلومتر می‌رسد و رودهای کلوته، تایر، ی کلارنس و وایتاکیاز دیگر رودهای مهم آن محسوب می‌شوند. دریاچه تاوپو با مساحت ۶۰۵ کیلومتر مربع که در جزیره شمالی قرار دارد، همراه با دریاچه یخچال‌ها و یخرودهای طبیعی و کوه‌های پوشیده از برف و جلگه‌ها و دره‌های سبز و خرم از دل انگیزترین مناظر طبیعی این سرزمین به‌شمار می‌آید.

### محیط زیست

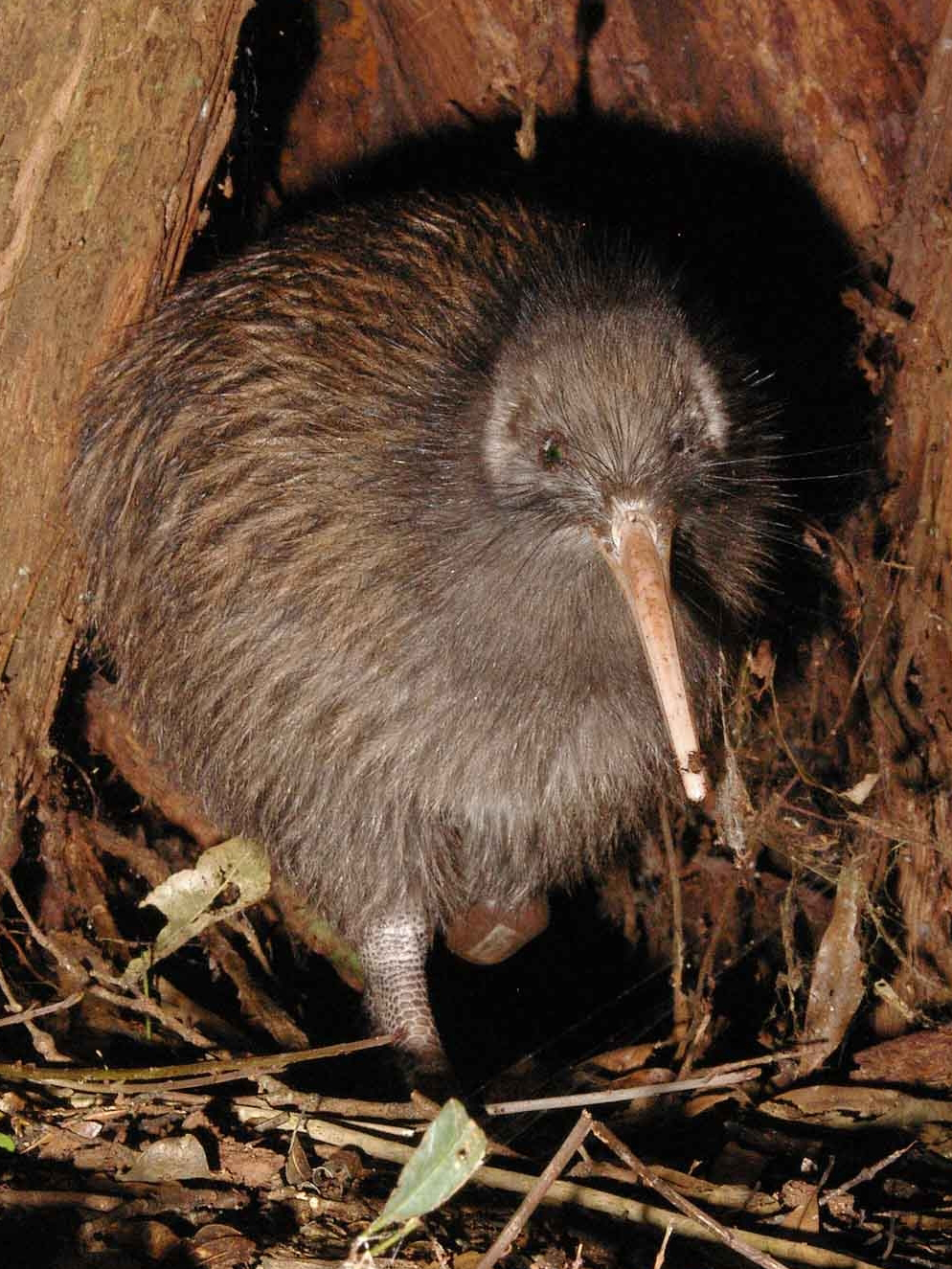
کیوی پرنده ملی نیوزیلند؛ کیوی نقش یک چرنده کوچک را ایفا کرده و بیشتر از برگ‌های ریخته روی زمین تغذیه می‌کند.

محیط زیست نیوزیلند با جانوران و گیاهان منحصربفرد خود از تمام نقاط دنیا متمایز است. این سرزمین حدود ۸۲ میلیون سال است که از خشکی‌های دیگر کره زمین جدا افتاده و همین موجب ایجاد جاندارانی شگفت‌انگیز شده که در برخی موارد ویژگی‌های باستانی ابرقاره گندوانا را حفظ کرده و به صورت فسیل‌هایی زنده درآمده‌اند.
این کشور تا قبل از ورود انسان در حدود سال ۱۲۸۰ میلادی فاقد هر نوع پستاندار خشکی‌زی بود و جایگاه بوم‌شناختی پستانداران را پرندگان و حتی حشرات اشغال کرده بودند. بسیاری از پرندگان این جزیره قدرت پرواز نداشته و اغلب جانوران و گیاهان آن نیز بومی انحصاری (اندمیک) این جزیره بودند.
ورود انسان پیامدهای ویرانگری برای محیط زیست این جزیره به همراه داشت. انسان‌ها با از بین بردن جنگل‌ها و وارد کردن خواسته و ناخواسته جانوران و گیاهان متعدد، محیط طبیعی این جزیره را برهم زده و بسیاری از گونه‌های آن را به انقراض کشاندند. پرندگان نیوزیلند بیشترین آسیب را دیدند چراکه آن‌ها میلیون‌ها سال بدون حضور پستانداران تکامل یافته و فاقد ترفندهای دفاعی برای حفاظت از خود، جوجه‌ها و تخم‌هایشان در مقابل شکارچیانی چون سگ، گربه، راسو و موش بودند. به این ترتیب ۱۱۵ نوع پرنده یعنی حدود نیمی از پرندگان نیوزیلند به کلی منقرض شده و از باقیمانده‌ها نیز برخی فقط در جزایر دور از ساحل زندگی می‌کنند و برخی هم محدود به مناطق حفاظت‌شده خاصی هستند. پرنده‌های غول‌آسای موآ که ده گونه مختلف داشتند و نقش آن‌ها در زنجیره غذایی شبیه به نقش گوزن و گاو در نقاط دیگر دنیا بود و عقاب هاست که دو برابر بزرگ‌ترین عقاب‌های امروزی اندازه داشت و شکارچی رأس هرم غذایی این جزیره محسوب می‌شد از نخستین پرندگانی بودند که به دست انسان منقرض شدند.
وجود خزندگان باستانی و دوزیستان غیرعادی از دیگر مشخصات حیات وحش بومی نیوزیلند است. سوسمار پل‌دماغی بسیاری از ویژگی‌های دایناسورهای و خزندگان باستانی را حفظ کرده است. بی‌مهرگان این سرزمین هم تنوع بالایی دارند. جیرجیرک سنگین که بزرگ‌ترین حشره زمین با طول ۷ سانتی‌متر می‌رسد از دیگر جانوران منحصر بفرد نیوزیلند است.
امروزه بیشتر نیوزیلند بر اثر کشاورزی، جنگل‌زدایی و به‌طور کلی فعالیت‌های انسانی تغییر شکل داده است. هرچند مناطق بزرگی نیز تحت حفاظت قرار گرفته‌اند و تلاش‌هایی برای حفاظت و احیای اکوسیستم بومی انجام شده است. به ویژه در جزیره جنوبی که تراکم جمعیتی بسیار کمی دارد.

## تقسیمات کشوری و شهرهای بزرگ

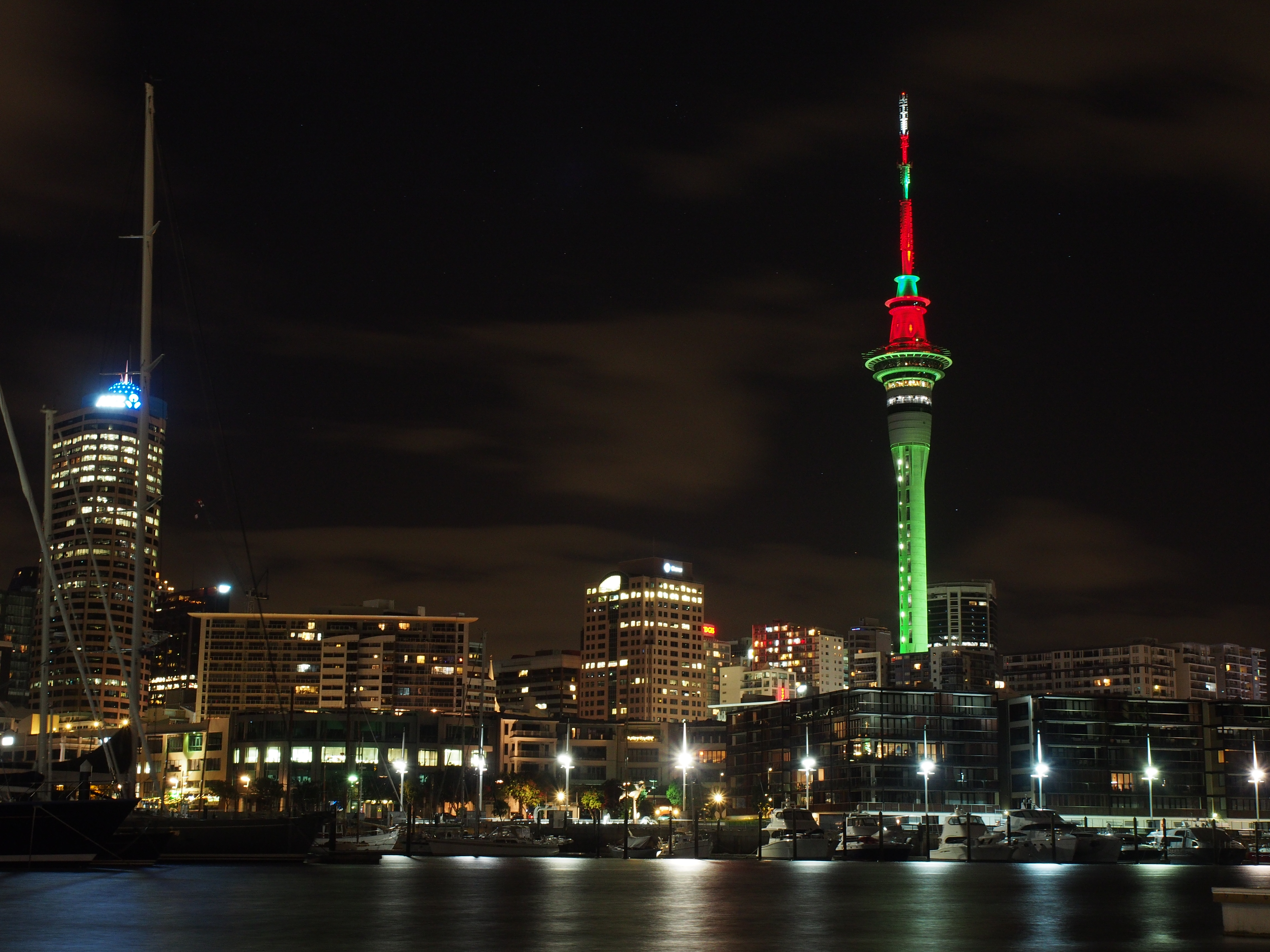
نمایی از برج آسمان در شهر آوکلند

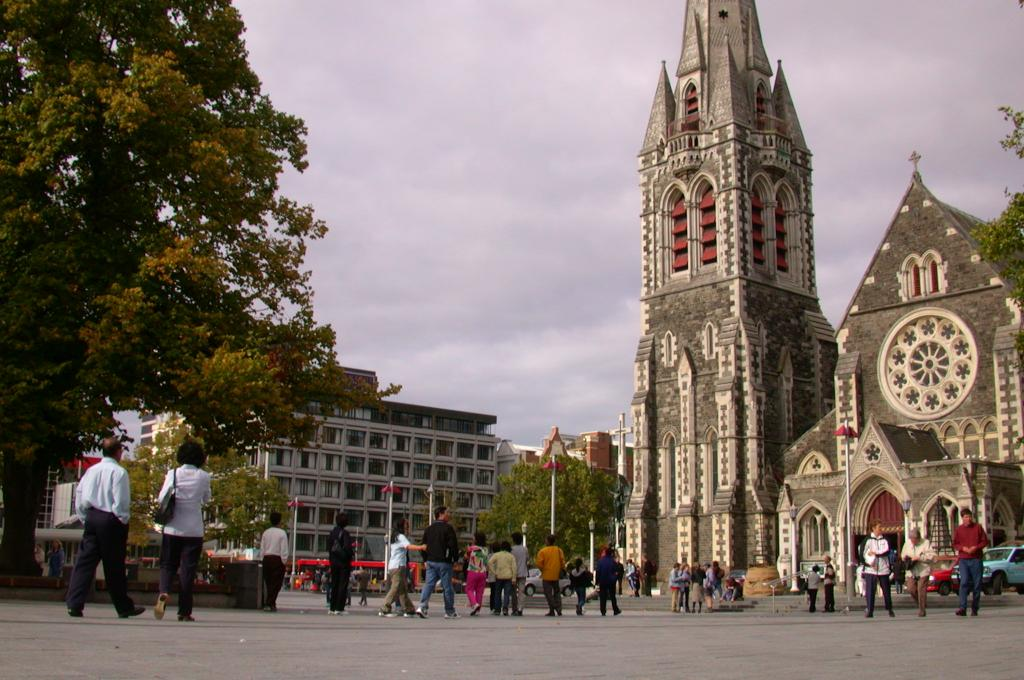
مرکز شهر کرایست چرچ

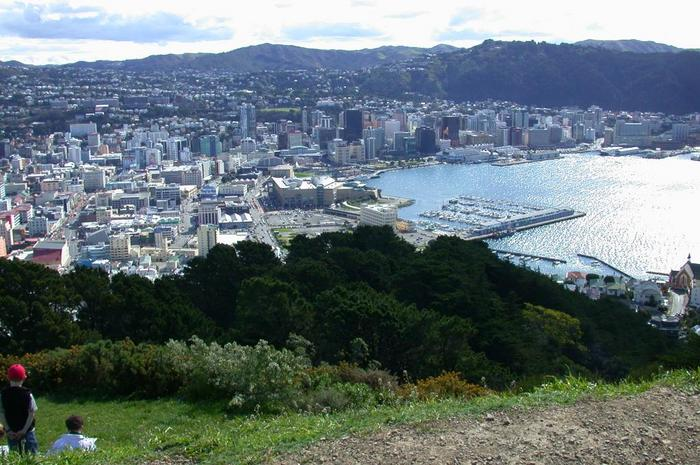
نمایی از شهر ولینگتون

تقسیمات کشوری در نیوزیلند به شرح زیر است:
- ۱۶ منطقه (استان)
- ۵۰ شهرستان
- شهر

شهر ولینگتون پایتخت و سومین شهر پرجمعیت نیوزیلند است. جدول زیر ده شهر پرجمعیت نیوزیلند را به همراه «جمعیت شهر» و «جمعیت شهر+حومه» نشان می‌دهد:
| رتبه | شهر            | جمعیت در محدوده شهری | جمعیت با احتساب حومه | جمعیت با احتساب حومه | رتبه               | منطقه |         |           |   |        |
| ---- | -------------- | -------------------- | -------------------- | -------------------- | ------------------ | ----- | ------- | --------- | - | ------ |
| رتبه | شهر            | جمعیت در محدوده شهری | ۱                    | آوکلند               | رتبه               | منطقه | ۴۴۴٬۱۰۰ | ۱٬۳۳۳٬۳۰۰ | ۱ | آوکلند |
| ۲    | کرایست چرچ     | ۳۸۶٬۱۰۰              | ۴۵۰٬۰۰۰              | ۲                    | کانتربوری          |       |         |           |   |        |
| ۳    | ولینگتون       | ۱۹۵٬۵۰۰              | ۳۸۶٬۰۰۰              | ۳                    | ولینگتون           |       |         |           |   |        |
| ۴    | هامیلتون       | ۱۴۰٬۷۰۰              | ۲۰۰٬۳۰۰              | ۴                    | وایکاتو            |       |         |           |   |        |
| ۵    | دنیدن          | ۱۱۵٬۷۰۰              | ۱۲۳٬۷۰۰              | ۵                    | اتاگو              |       |         |           |   |        |
| ۶    | تائورانگا      | ۱۱۲٬۵۰۰              | ۱۱۸٬۲۰۰              | ۶                    | بای آف پلنتی       |       |         |           |   |        |
| ۷    | پالمرستون نورث | ۸۰٬۲۰۰               | ۸۰٬۷۰۰               | ۷                    | ماناواتو-وانگانویی |       |         |           |   |        |
| ۸    | هاستینگز       | ۶۵٬۱۰۰               | ۷۴٬۳۰۰               | ۸                    | هاوکس بای          |       |         |           |   |        |
| ۹    | نلسون          | ۴۵٬۰۰۰               | ۵۹٬۲۰۰               | ۹                    | نلسون              |       |         |           |   |        |
| ۱۰   | اینورکارگیل    | ۴۸٬۳۰۰               | ۵۲٬۰۰۰               | ۱۰                   | سوت لند            |       |         |           |   |        |

## مردم‌شناسی
جمعیت نیوزیلند تقریباً ۵ میلیون نفر است. حدود ۷۸٪ آنان خود را اروپایی معرفی می‌کنند. اروپائیان نیوزیلند به «Pākehā» معروف هستند. این کشور از لحاظ نژادی به دو بخش عمده و بزرگ تقسیم شده است. بیشتر اروپائی‌ها تبار بریتانیایی یا ایرلندی دارند و مهاجرانی که از آلمان، ایتالیا، یوگسلاوی، هلند، اتریش و سوئیس آمده‌اند هم جمعیت قابل توجهی دارند. در سرشماری سال ۲۰۰۶ مائوریها ۱۵٪، آسیایی‌ها ۹٫۲٪ و پولینزی‌های غیر مائوری ۶٫۹٪ جمعیت را تشکیل می‌دادند. (هر شخص در سرشماری می‌تواند خود را از دو گروه قومیتی معرفی کند).
انگلیسی و مائوری زبان‌های اصلی این کشور است.

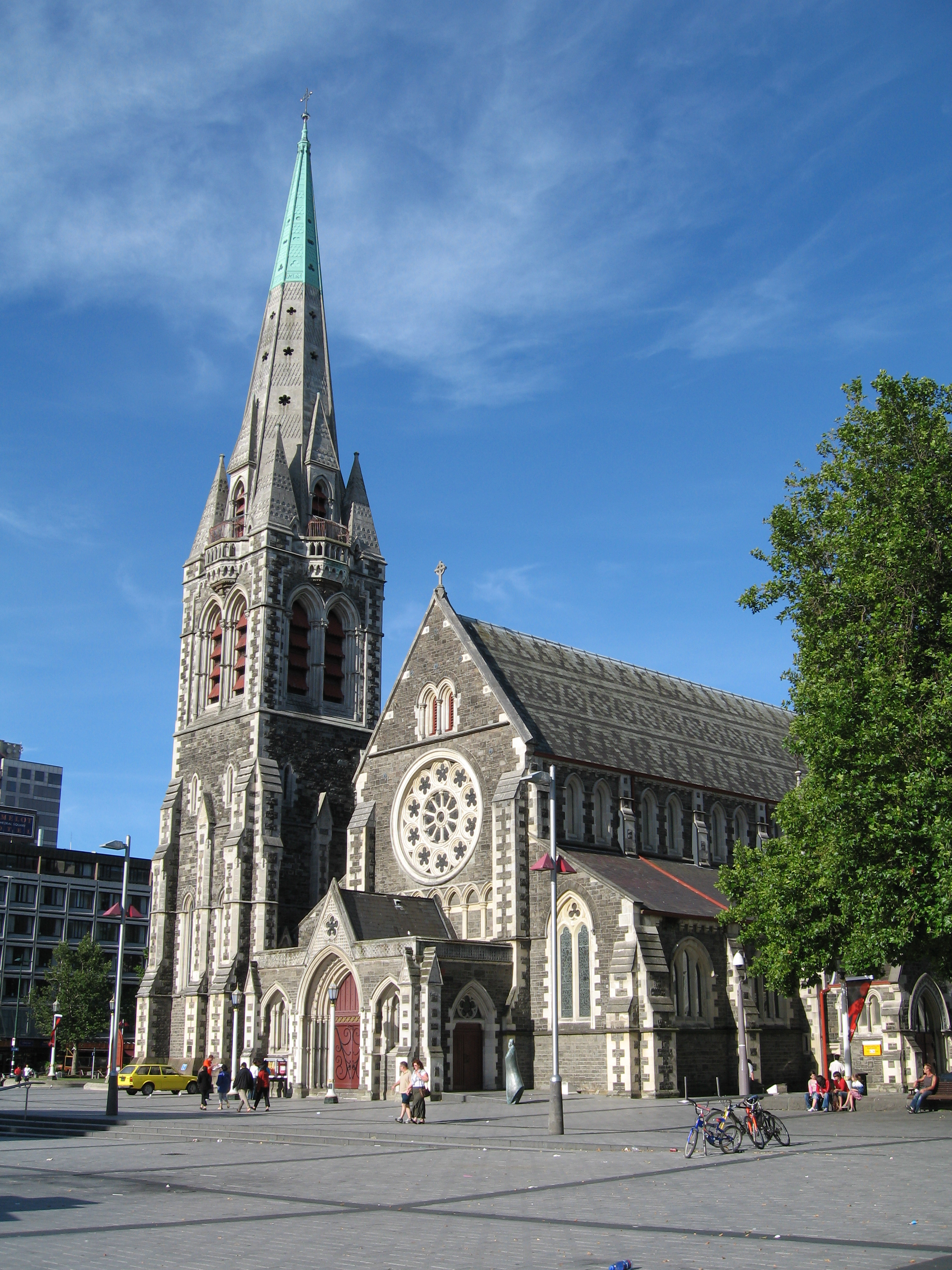
کلیسای جامع کرایست چرچ در شهر کرایست چرچ

نرخ باروری در نیوزیلند به نسبت سایر کشورهای توسعه یافته کمی بالاتر است. هر زن نیوزیلندی به‌طور میانگین ۲/۱ فرزند را در طول
عمر خود به‌دنیا می‌آورد. امید به زندگی بسیار بالاست که برای هر زن ۸۳/۳ سال و هر مرد ۸۰/۷ سال است.
نیوزیلند یک کشور عمدتاً شهرنشین است. ۸۶٪ مردم در ۱۶ منطقه شهری این کشور زندگی می‌کنند و نیمی از آن‌ها در سه شهر اصلی آوکلند، ولینگتون و کرایست چرچ به‌سر می‌برند.
۹۹٪ بزرگسالان نیوزیلندیی باسواد هستند. البته ۲۲٪ آن‌ها از تحصیلات رسمی برخوردار نیستند. بیش از ۱۸٪ مردم نیز مدرک دانشگاهی دارند.
دولت نیوزیلند سیاست بسیار بازی نسبت به مهاجران دارند. در سند استقلال نیوزیلند حاکمان این کشور تعهد کرده‌اند که هر سال معادل یک درصد جمعیت این کشور مهاجر بپذیرند. در حال حاضر بیست‌وسه درصد جمعیت کشور در خارج از این سرزمین به‌دنیا آمده‌اند که یکی از بالاترین رقم‌ها در دنیاست. بیست‌ونه درصد آن‌ها بریتانیایی یا ایرلندی هستند. مهاجران آسیای شرقی به‌ویژه چینی‌ها در سال‌های اخیر افزایش زیادی یافته‌اند.

### مذهب
تا قبل از ورود اروپاییان به نیوزیلند، مائوریها از آیین دیرینه و بدوی خود پیروی می‌کردند، ولی امروزه بیشتر مائوریها به مسیحیت گرویده‌اند.
مسیحیت مهم‌ترین دین نیوزیلند است، ۴۹٪ مردم این کشور مسیحی هستند. انگلیکانها، کاتولیکها، پرسبیترنها، متدیستها و باپتیست مهم‌ترین گروه‌های مسیحی هستند.
۴۱٫۹٪درصد مردم خود را بدون اعتقاد به مذهب معرفی کرده‌اند. بودیسم ۱٫۵٪، هندوئیسم ۲٫۱٪، اسلام ۱٫۲٪، سیک ۰٫۵٪و مذاهب دیگر هم پنج درصد جمعیت نیوزیلند را تشکیل می‌دهند. در نیوزیلند دین از حکومت جدا بوده و طبق قانون، دین و مذهب آزاد بوده و هر کس می‌تواند آئین‌های ویژه دینی خود را آزادانه به جا بیاورد.

## سیاست و حکومت

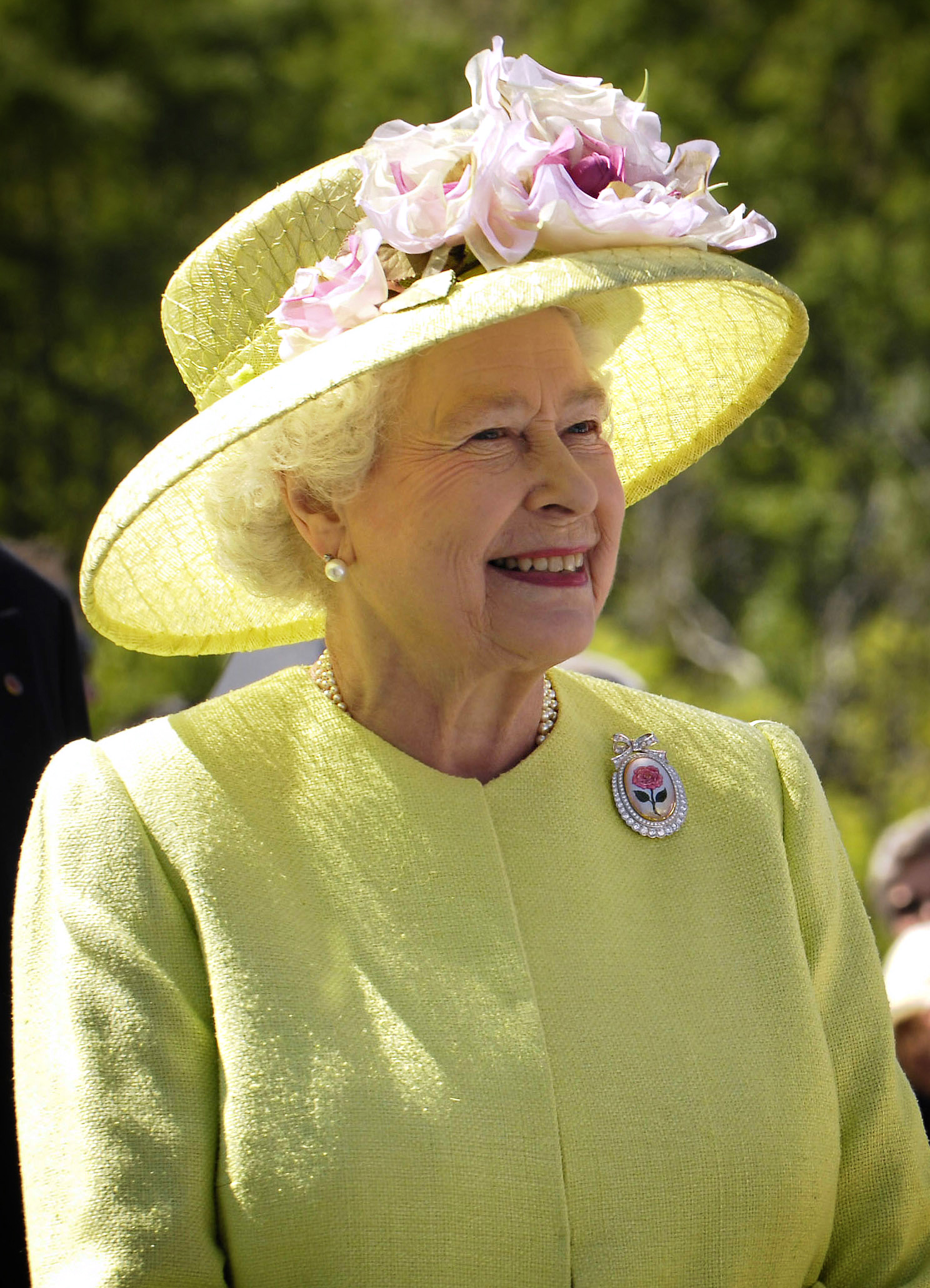
الیزابت دوم ملکه سابق نیوزیلند

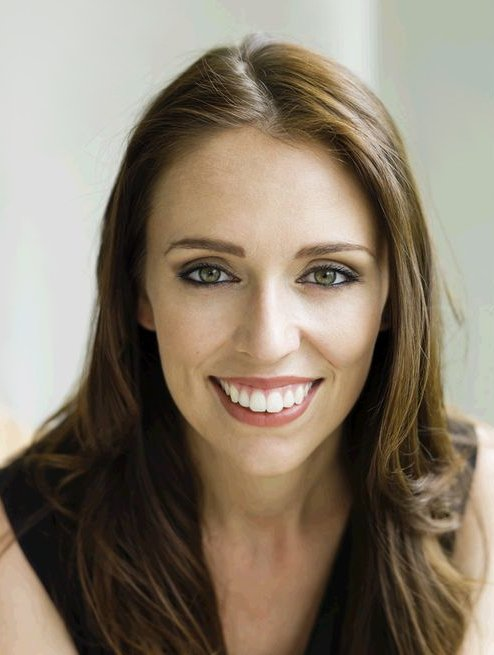
جاسیندا آردرن نخست‌وزیر قبلی نیوزیلند

نیوزیلند یک حکومت مشروطه سلطنتی و دارای یک دمکراسی پارلمانی است. بالاترین مقام در این پادشاهیچارلز سوم است که در قانون عناوین پادشاهی پادشاه نیوزیلند و رئیس کشور لقب گرفته است. فرماندار کل که با توصیه نخست‌وزیر نیوزیلند منصوب می‌شود، نماینده پادشاه و شخص اول کشور است. پتسی ردی در حال حاضر این سمت را برعهده دارد.
وظیفه فرماندار کل امضای حکم وزیران و سفیران و مقامات ارشد، رسیدگی به برخی شکایات قضایی و انحلال پارلمان در شرایط خاص است. البته اختیارات فرماندار کل و ملکه به‌طور کلی تشریفاتی است و تمام دستورهای آن‌ها پس از توصیه پارلمان صادر می‌شود.
این کشور همانند بریتانیا قانون اساسی مدون ندارد، اما قانون مشروطه سال ۱۹۸۶ مقررات پایه این حکومت را بیان کرده است.
نخست‌وزیر رئیس دولت است و توسط پارلمان انتخاب می‌شود، نخست‌وزیر فعلی این کشور جاسیندا آردرن از حزب کارگر است.
در انتخابات سراسری که هر سه سال یک‌بار برگزار می‌شود، صد و بیست نماینده پارلمان این کشور انتخاب می‌شوند. 
از مارس ۲۰۰۵ تا اوت ۲۰۰۶ نیوزیلند تنها کشور دنیا شد که ریاست هر سه قوه آن برعهده بانوان بود؛
- پادشاه الیزابت دوم
- فرماندار کل سیلویا کارترایت
- رئیس دیوان عالی نیوزیلند سیان الیاس
- رئیس مجلس نمایندگان مارگارت ویلسون
- رئیس دولت هلن کلارک

جالب اینکه در آن هنگام مدیر عامل تله‌کام نیوزیلند بزرگ‌ترین شرکت تجاری کشور هم خانم ترزا گاتونگ بود.
نیوزیلند به‌طور تاریخی از پیشگامان جنبش رفع تبعیض جنسیتی بوده است. این کشور در سال ۱۸۹۳ اولین کشور جهان بود که حق رأی زنان در انتخابات را به رسمیت شناخت. البته تا سال ۱۹۱۹ زنان این کشور حق عضویت در پارلمان نیوزیلند را نداشتند. در حال حاضر زنان بخش بزرگی از کرسی‌های پارلمان، وزارت خانه‌ها، شوراهای شهر و شهرداریها را به تصرف خود درآورده‌اند.

## اقتصاد

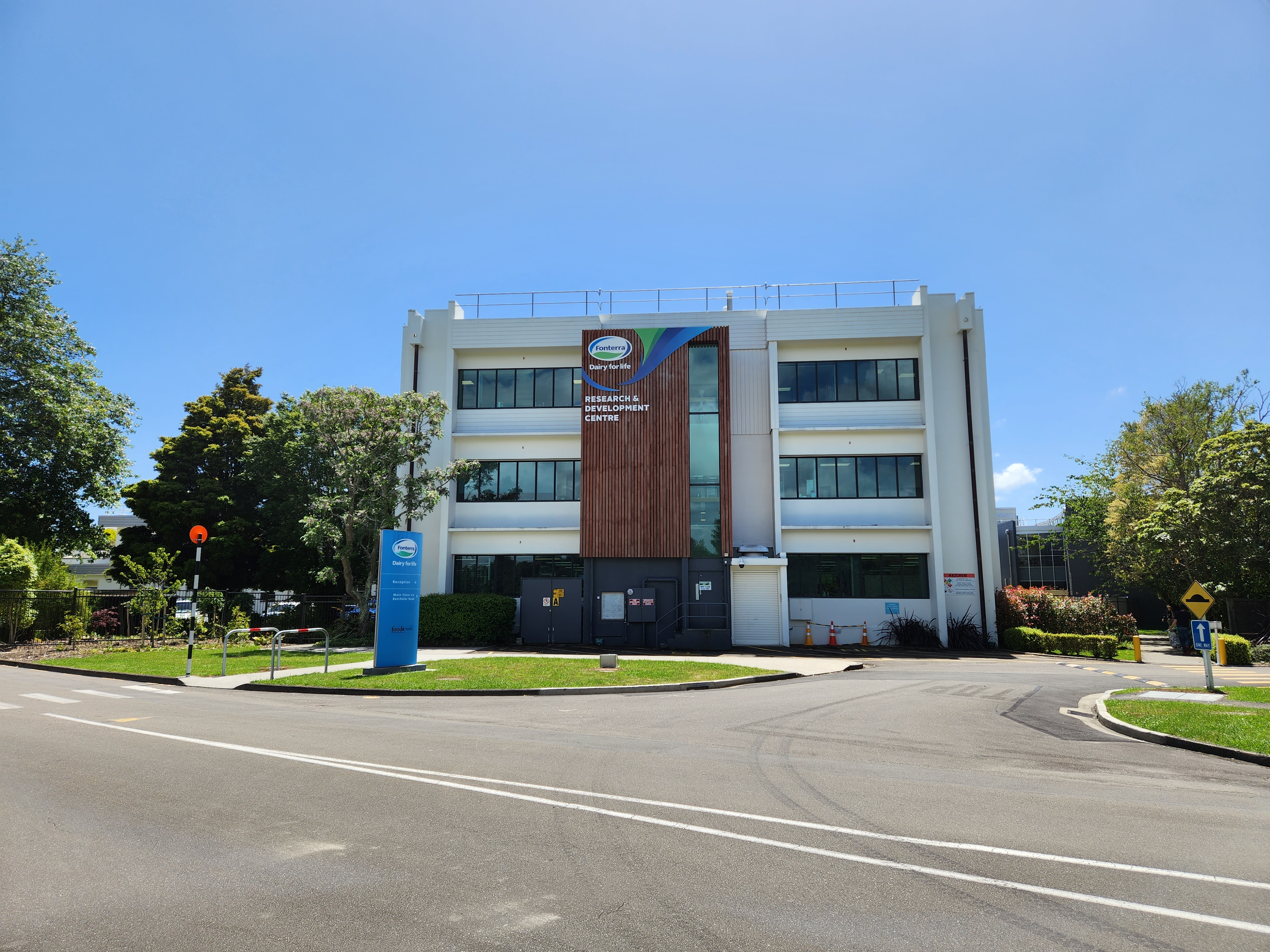
فونترا شرکت صنایع غذایی نیوزیلند

نیوزیلند اقتصاد پیشرفته و پررونقی دارد. و در زمره کشورهای توسعه‌یافته و متمول قرار می‌گیرد و در سال ۲۰۱۳ هفتمین کشور دنیا از نظر شاخص توسعه انسانی بوده است. اما اقتصاد آن بسیار متکی به صادرات محصولات کشاورزی و دامپروری است.
تولید ناخالص داخلی این کشور در سال‌های ۲۰۱۳ و ۲۰۱۴ به ترتیب ۱۷۱ و ۱۸۲ میلیارد دلار بوده است. رشد اقتصادی ۱٫۴ و ۱ درصدی هم در همین سال‌ها مشاهده شده است. نرخ بیکاری در نیوزیلند هم حدود ۵ درصد است. واردات این کشور در سالهای ۲۰۱۳ و ۲۰۱۴ هم حدود ۵۱ میلیارد دلار تخمین زده می‌شود. ضمن اینکه درآمد سرانه در این کشور هم روند صعودی داشته و از ۳۷ هزار و هفتصد در سال ۲۰۱۳ به ۳۹ هزار دلار آمریکا در سال ۲۰۱۴ افزایش یافته است.
تولید ناخالص داخلی این کشور در سال ۲۰۰۷ به ۱۲۸/۱ میلیارد دلار و تولید سرانه آن به ۳۰۲۳۴ دلار رسید. که در ردیف بیست و هشتم دنیا و نزدیک به کشورهای اروپای جنوبی قرار می‌گیرد (اسپانیا بیش از ۳۳ هزار دلار و آمریکا بیش از ۴۶ هزار دلار است).

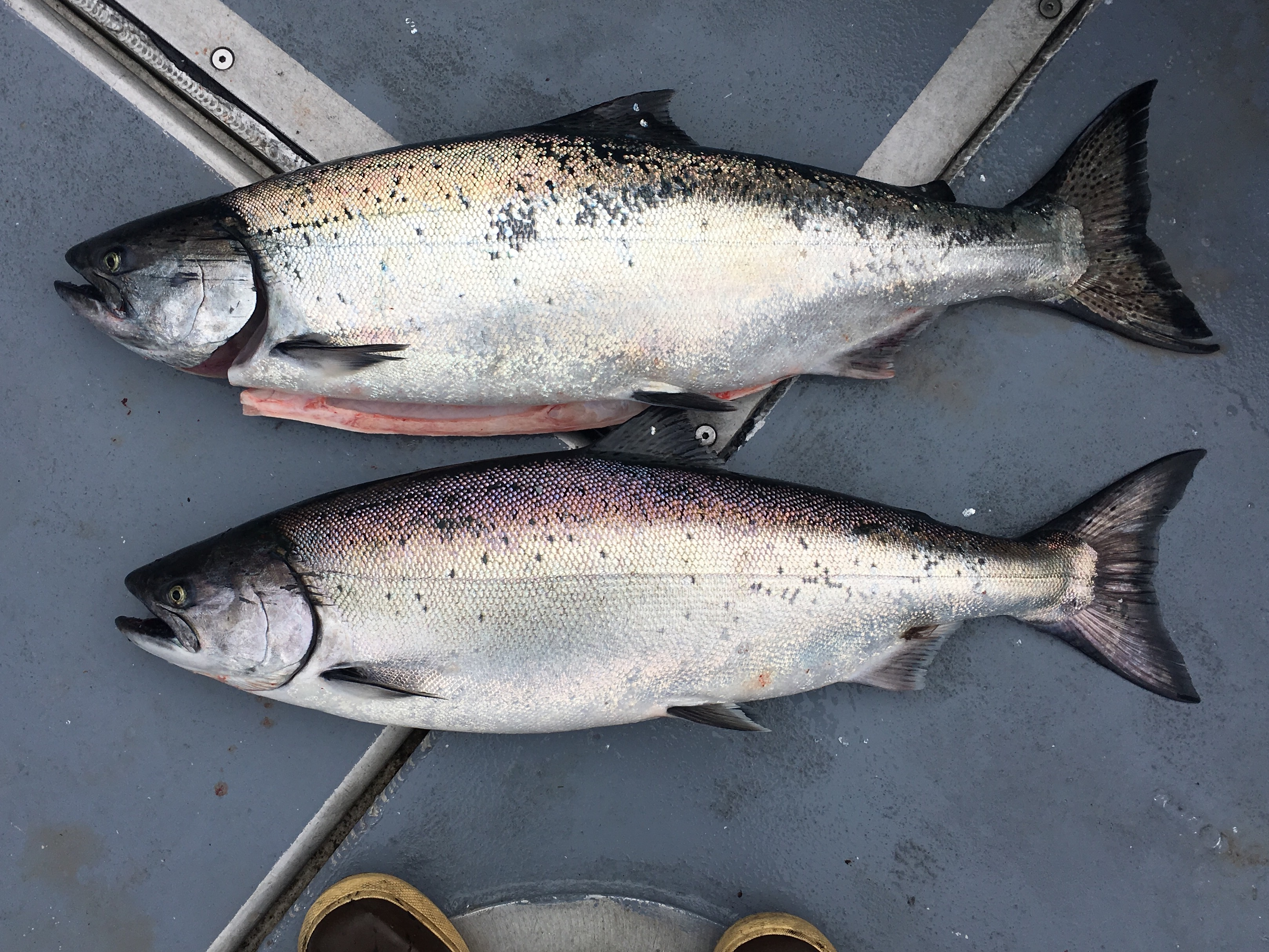
یک جفت سالمون شینوک پرورشی

در سال ۲۰۰۹ لبنیات حدود ۲۱ درصد، پشم ۶٫۳ درصد، میوه ۳٫۵ درصد، ماهی ۳٫۳ درصد و دیگر محصولات کشاورزی و دامپروری از جمله شراب و گوشت ۱۳٫۲ درصد کالاهای صادراتی نیوزیلند را تشکیل می‌داده‌اند. در اواخر قرن نوزدهم پشم مهم‌ترین کالای تولیدی نیوزیلندی‌ها بود و صنایعی چون صید نهنگ و فک، تولید الوار، تولید کتان، و استخراج طلا نیز در دوره‌های مختلف در اقتصاد نیوزیلند اهمیت داشتند. نوسانات قیمتی در بازارهای جهانی باعث کاهش تولید محصولاتی چون پشم و جایگزینی آن با محصولاتی چون لبنیات و شراب شده است. توریسم نیز در سال‌های اخیر اهمیت بیشتری در اقتصاد کشور پیدا کرده است. همچنین نیوزلند بزرگ‌ترین تولیدکننده و عرضه‌کننده ماهی سالمون شینوک در دنیاست. در سال ۲۰۰۹، نیوزلند ۵۰۸۸ تن ماهی آزاد با نام King Salmon به بازار عرضه کرد که ۶۱ میلیون دلار نیوزلند درآمد صادراتی عاید آن کرد. برای سال منتهی به مارس ۲۰۱۱، این مبلغ به ۸۵ میلیون دلار نیوزیلند افزایش یافت. نیوزلند حدود نیمی از تولید جهانی ماهی آزاد شینوک را در اختیار دارد که حدود نیمی از آن را صادر می‌کند. ژاپن بزرگ‌ترین بازار هدف و صادراتی نیوزلند است. ماهی ماهی تولید شده در نیوزلند به سایر کشورهای حاشیه اقیانوس آرام از جمله استرالیا نیز صادر می‌شود.
در دهه ۱۹۵۰ و ۱۹۶۰ درآمد سرانه و رفاه عمومی در زلاند نو بالاتر از اروپا و آمریکای شمالی بود اما کاهش قیمت پشم و افزایش قیمت نفت در دهه ۱۹۷۰ اقتصاد زلاند نو را با مشکلات جدی روبرو کرد و در دهه‌های بعد اقتصاد نیوزیلند تغییرات عمده‌ای را به خود دید.
واحد پول این کشور دلار نیوزیلند نام دارد. هر دلار نیوزیلند معادل ۰٫۶۷۶ دلار آمریکاست. (آوریل ۲۰۲۲).
از سال ۲۰۰۰ تاکنون سطح درآمد میانه خانواده‌های نیوزیلندی افزایش چشمگیری داشته است. باوجود این‌که سطح درآمدهای مردم این کشور پایینتر از بسیاری از کشورهای جهان اول قرار دارد، اما تحقیقات بین‌المللی نشان داده که مردم این کشور دارای سطح بالای رضایت از زندگی هستند:

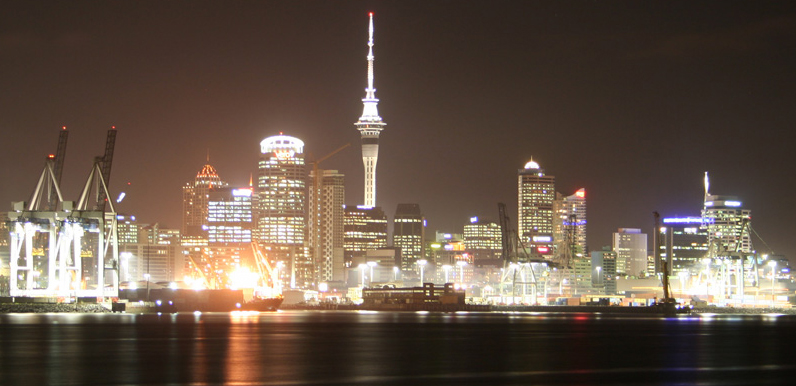
برج آسمان در آوکلند بزرگ‌ترین شهر و مرکز اقتصادی نیوزیلند

- شاخص توسعه انسانی صندوق توسعه اقتصادی-اجتماعی ملل متحد در سال ۲۰۰۶: سوم
- کیفیت زندگی مجله اکونومیست در سال ۲۰۰۶: دهم[۲۴]
- بررسی رضایت از زندگی انستیتو لگاتوم در سال ۲۰۰۷: اول
- سطح کامروایی عمومی انستیتو لگاتوم در سال ۲۰۰۹: دهم[۲۵]
- بررسی کیفیت زندگی مؤسسه مرسر در سال ۲۰۱۰: آوکلند چهارمین و ولینگتون دوازدهمین شهر مناسب برای زندگی در دنیا هستند.[۲۶]
- ضریب جینی («توزیع عادلانه درآمد»): ۳۶/۲ (پنجاه و چهارم)
- شاخص صلح جهانی در سال ۲۰۰۹: ۱/۲ (اول)[۲۷]
- آزادی مطبوعات (از خبرنگاران بدون مرز): پنجم[۲۸]
- شاخص فساد اقتصادی: کشوری که کمترین فساد اقتصادی را دارد. (اول)[۲۹]

## فرهنگ

نشان ملی نیوزیلند از اتحاد مائوری‌ها و اروپایی‌ها

ریشه فرهنگ نیوزیلند را باید در فرهنگ انگلیسی جستجو کرد ضمن اینکه فرهنگ مائوری تأثیر عمیقی بر روی فرهنگ امروز نیوزیلند گذاشته است و امروزه سبک زندگی مائوری‌ها و اروپایی‌تباران تفاوت زیادی با یکدیگر ندارد.
در کل نیوزیلند به واسطه مهاجرت گسترده، کشوریست چند فرهنگی که گروه‌های مختلف قومی و مذهبی در برگزاری آداب و رسوم خود آزاد می‌باشند.

### سینما
در عرصه سینما اگرچه نیوزیلند از لوکیشن‌های محبوب فیلم‌برداری می‌باشد اما سینمای این کشور از دهه ۱۹۶۰ شاهد رشد و شکوفایی بوده است. از فیلم‌های معروف تاریخ سینمای نیوزیلند می‌توان به سگ‌های خواب‌آلود، پیانو و خداحافظ پورک پای اشاره کرد.
سینمای نیوزیلند در دهه گذشته عصر طلایی خود را پشت سر گذاشته است که فیلم‌های موفقی همچون آخرین سامورایی، آواتار (فیلم ۲۰۰۹)، استخوان‌های دوست‌داشتنی (فیلم)، کینگ کونگ و سه‌گانهٔ ارباب حلقه‌ها و سه‌گانه هابیت (مجموعه‌فیلم) ساختهٔ پیتر جکسون شاهد بر این مدعی هستند.

### ورزش
بیشتر ورزشهای رایج و محبوب در نیوزیلند ورزش‌های بریتانیایی هستند. اتحاد راگبی ورزش ملی این کشور محسوب می‌شود و بیشترین تماشاگران را به خود جذب می‌کند. نت‌بال، تنیس و کریکت بیشترین تعداد ورزشکار را در بین بزرگسالان دارند و فوتبال در بین کودکان و نوجوانان در رتبه اول قرار می‌گیرد. اسب‌دوانی هم ورزشی پر تماشاچی و محبوب است. مائوری‌ها هم حضور چشمگیری در ورزش‌های اروپایی به ویژه راگبی دارند و تیم ملی راگبی نیوزیلند قبل از هر مسابقه رقص محلی هاکا را اجرا می‌کند.
تیم ملی اتحاد راگبی (راگبی ۱۵ نفره) نیوزیلند پرافتخارترین تیم دنیا و مدافع عنوان قهرمانی جام جهانی این رشته است. نیوزیلند در ورزش‌های گروهی دیگری چون راگبی لیگ، نت‌بال، کریکت و سافت‌بال هم از قدرت‌های برتر دنیا به‌شمار می‌آید. آن‌ها قهرمانان متعددی در رشته‌های تریاتلون، پاروزنی، قایقرانی بادبانی و دوچرخه‌سواری داشته‌اند و در ادوار اخیر المپیک در زمره بهترین کشورها از نظر نسبت مدال به جمعیت بوده‌اند. نیوزیلندی‌ها همچنین سابقه‌ای غنی در ورزش‌های ماجراجویانه‌ای چون کوهنوردی و صخره‌نوردی دارند.

## یادداشت
1. ↑  "God Save the Queen" is officially a national anthem but is generally used only on regal and viceregal occasions.[۱]
2. ↑  English is a de facto official language due to its widespread use.[۲]
3. ↑  ۲
4. ↑  The proportion of New Zealand's area (excluding estuaries) covered by rivers, lakes and ponds, based on figures from the New Zealand Land Cover Database,[۴] is (357526 + 81936) / (26821559 – 92499–26033 – 19216) = 1.6%. If estuarine open water, mangroves, and herbaceous saline vegetation are included, the figure is ۲٫۲٪.
5. ↑  The Chatham Islands have a separate time zone, 45 minutes ahead of the rest of New Zealand.
6. ↑  Clocks are advanced by an hour from the last Sunday in September until the first Sunday in April.[۹] Daylight saving time is also observed in the Chatham Islands, 45 minutes ahead of NZDT.